# Église Saint-Rémi de Chavignon
L'église Saint-Rémi est une église située à Chavignon, dans le département de l'Aisne, en France,.

## Description
Le clocher de l'église est surmonté d'une lanterne des morts.

## Localisation
L'église est située sur la commune de Chavignon, dans le département de l'Aisne.